# 되네르
되네르(튀르키예어: döner) 또는 되네르 케밥(튀르키예어: döner kebap 되네르 케바프[*])은 튀르키예의 세로 회전구이 케밥이다. 튀르키예의 국민 음식 가운데 하나로 여겨진다. 독일에서도 국민 음식 가운데 하나로 여겨지며, 도너(독일어: Döner)라고 불린다.

## 이름
튀르키예어 "되네르 케바프(döner kebap)"는 "돌다, 회전하다"라는 뜻의 "되네르(döner)"와 "구운 고기 요리, 케밥"을 뜻하는 "케바프(kebap)"를 합친 말로, "회전 케밥"이라는 뜻이다. "되네르"의 어원이 되는 오스만어 낱말은 "두네르(دونر)"이다.

## 역사
18세기까지는 가로 회전구이 케밥(야트크 되네르)을 먹었으나, 1867년 오스만 제국의 부르사에서 요리사 이스켄데르 에펜디가 세로 회전구이 케밥을 개발했다. 이렇게 만든 되네르를 피데에 올리고 토마토 소스, 버터, 요구르트를 곁들인 음식이 그의 이름을 딴 이스켄데르 되네르로 알려져 있기도 하다.

## 만들기
주로 양고기를 사용하지만, 쇠고기나 닭고기를 쓰기도 한다. 저며서 얇게 편 고기, 그물지방 등이나 다진 고기를 다진 양파, 소금 등과 섞어서 찰기가 생기도록 반죽한 다음 잘 편 것을 토마토, 피망 등 채소와 번갈아 쌓아 세로 회전구이한다.

## 같이 보기
- 기로스
- 뒤륌
- 샤와르마
- 타코 알 파스토르